# 1986 год в спорте
Список 1986 год в спорте описывает спортивные события, произошедшие в 1986 году.

## СССР
- Летняя Спартакиада народов СССР 1986;
  - Бокс на летней Спартакиаде народов СССР 1986;
  - Волейбол на летней Спартакиаде народов СССР 1986 — женщины;
  - Волейбол на летней Спартакиаде народов СССР 1986 — мужчины;
  - Городошный спорт на летней Спартакиаде народов СССР 1986;
  - Классическая борьба на летней Спартакиаде народов СССР 1986;
  - Плавание на летней Спартакиаде народов СССР 1986;
  - Футбол на летней Спартакиаде народов СССР 1986;
- Чемпионат СССР по боксу 1986;
- Чемпионат СССР по классической борьбе 1986;
- Чемпионат СССР по международным шашкам среди женщин 1986;
- Чемпионат СССР по самбо 1986;
- Чемпионат СССР по хоккею с мячом 1985/1986;

### Волейбол
- Чемпионат СССР по волейболу среди женщин 1985/1986;
- Чемпионат СССР по волейболу среди женщин 1986/1987;
- Чемпионат СССР по волейболу среди мужчин 1985/1986;
- Чемпионат СССР по волейболу среди мужчин 1986/1987;

### Футбол
- Кубок СССР по футболу 1985/1986;
- Кубок СССР по футболу 1986/1987;
- Чемпионат Латвийской ССР по футболу 1986;
- Чемпионат СССР по футболу 1986;
- ФК «Спартак» Москва в сезоне 1986;
- Созданы клубы:
  - «Газпром Трансгаз Ставрополь»;
  - «Динамо» (Егвард);
  - «Динамо-2» (Москва);
  - «Насаф»;
  - «Неман» (Мосты);

### Хоккей с шайбой
- Чемпионат СССР по хоккею с шайбой 1985/1986;
- Чемпионат СССР по хоккею с шайбой 1986/1987;

### Шахматы
- Первенство СССР между командами союзных республик по шахматам 1986;
- Чемпионат СССР по шахматам 1986;

## Международные события
- Игры доброй воли 1986;
- Летние Азиатские игры 1986;
  - Волейбол на летних Азиатских играх 1986;
- Чемпионат Европы по фигурному катанию 1986;

### Чемпионаты мира
- Чемпионат мира по биатлону 1986;
- Чемпионат мира по гандболу среди женщин 1986;
- Чемпионат мира по конькобежному спорту в классическом многоборье 1986;
- Чемпионат мира по конькобежному спорту в классическом многоборье среди женщин 1986;
- Чемпионат мира по международным шашкам среди мужчин 1986;
- Чемпионат мира по современному пятиборью среди женщин 1986;
- Чемпионат мира по фигурному катанию 1986;
- Чемпионат мира по фристайлу 1986;

### Баскетбол
- Кубок чемпионов ФИБА 1985/1986;
- Кубок чемпионов ФИБА 1986/1987;
- Чемпионат мира по баскетболу 1986;
- Чемпионат мира по баскетболу среди женщин 1986;

### Волейбол
- Кубок европейских чемпионов по волейболу среди женщин 1985/1986;
- Кубок европейских чемпионов по волейболу среди женщин 1986/1987;
- Чемпионат мира по волейболу среди женщин 1986;
- Чемпионат мира по волейболу среди женщин 1986 (квалификация);
- Чемпионат мира по волейболу среди мужчин 1986;
- Чемпионат мира по волейболу среди мужчин 1986 (квалификация);

### Снукер
- BCE International 1986;
- British Open 1986;
- Irish Masters 1986;
- Mercantile Credit Classic 1986;
- Гран-при 1986;
- Мастерс 1986;
- Официальный рейтинг снукеристов на сезон 1985/1986;
- Официальный рейтинг снукеристов на сезон 1986/1987;
- Снукерный сезон 1985/1986;
- Снукерный сезон 1986/1987;
- Чемпионат Великобритании по снукеру 1986;
- Чемпионат мира по снукеру 1986;

### Футбол
- Матчи сборной СССР по футболу 1986;
- Кубок европейских чемпионов 1985/1986;
- Кубок европейских чемпионов 1986/1987;
- Кубок Либертадорес 1986;
- Кубок обладателей кубков УЕФА 1986/1987;
- Кубок чемпионов КОНКАКАФ 1986;
- Кубок обладателей кубков УЕФА 1985/1986;
- Кубок обладателей кубков УЕФА 1986/1987;
- Международный футбольный кубок 1986;
- Суперкубок УЕФА 1986;
- Финал Кубка европейских чемпионов 1986;
- Финал Кубка обладателей кубков УЕФА 1986;
- Финал Кубка полноправных членов 1986;

#### Чемпионат мира по футболу 1986
- Финал чемпионата мира по футболу 1986;
- Футбольный матч Аргентина — Англия (1986);
- Чемпионат мира по футболу 1986 (отборочный турнир, АФК);
- Чемпионат мира по футболу 1986 (отборочный турнир, КАФ);
- Чемпионат мира по футболу 1986 (отборочный турнир, КОНМЕБОЛ);
- Чемпионат мира по футболу 1986 (отборочный турнир, ОФК);
- Чемпионат мира по футболу 1986 (отборочный турнир, УЕФА);
- Чемпионат мира по футболу 1986 (отборочный турнир);
- Чемпионат мира по футболу 1986 (составы);
- Гол столетия;
- Рука Бога;

### Хоккей с шайбой
- Драфт НХЛ 1986;
- Матч всех звёзд НХЛ 1986;
- НХЛ в сезоне 1985/1986;
- НХЛ в сезоне 1986/1987;
- Суперсерия 1985/1986;
- Чемпионат мира по хоккею с шайбой 1986;

### Шахматы
- Брюссель 1986;
- Женская шахматная олимпиада 1986;
- Матч за звание чемпиона мира по шахматам 1986;
- Матч за звание чемпионки мира по шахматам 1986;
- Матчи претендентов 1985/1986;
- Мемориал Алехина 1986;
- Турнир претенденток по шахматам 1986;
- Чемпионат Израиля по шахматам 1986;
- Шахматная олимпиада 1986;

## Моторные виды спорта
- Формула-1 в сезоне 1986;